# Nottingham Open 1998 - Qualificazioni doppio
Le qualificazioni del doppio  del Nottingham Open 1998 sono state un torneo di tennis preliminare per accedere alla fase finale della manifestazione. I vincitori dell'ultimo turno sono entrati di diritto nel tabellone principale. In caso di ritiro di uno o più giocatori aventi diritto a questi sono subentrati i lucky loser, ossia i giocatori che hanno perso nell'ultimo turno ma che avevano una classifica più alta rispetto agli altri partecipanti che avevano comunque perso nel turno finale.
Le qualificazioni del doppio del torneo Nottingham Open 1998 prevedevano 4 coppie partecipanti di cui una è entrata nel tabellone principale.

## Teste di serie
1. Justin Gimelstob /  Byron Talbot (Qualificati)

1. Arnaud Clément /  Jérôme Golmard (primo turno)

## Qualificati
1. Justin Gimelstob  /   Byron Talbot

## Tabellone

### Legenda
| - Q = Qualificato - WC = Wild card - LL = Lucky loser | - ALT = Alternate - SE = Special Exempt - PR = Protected Ranking | - w/o = Walkover - r = Ritirato - d = Squalificato |

|  | Primo turno | Primo turno                   | Primo turno | Primo turno | Primo turno |  |  | Ultimo turno | Ultimo turno                  | Ultimo turno                  | Ultimo turno | Ultimo turno |  |
|  |             |                               |             |             |             |  |  |              |                               |                               |              |              |  |
|  | 1           | Justin Gimelstob Byron Talbot | 6           | 3           | 6           |  |  |              |                               |                               |              |              |  |
|  |             | George Bastl Martin Lee       | 4           | 6           | 4           |  |  | 1            | Justin Gimelstob Byron Talbot | Justin Gimelstob Byron Talbot | 6            | 6            |  |
|  |             | Hicham Arazi Tomas Nydahl     | 6           | 7           | 6           |  |  |              | Hicham Arazi Tomas Nydahl     | Hicham Arazi Tomas Nydahl     | 3            | 3            |  |
|  | 2           | Arnaud Clément Jérôme Golmard | 7           | 5           | 4           |  |  |              |                               |                               |              |              |  |